# Parahelice
Parahelice is een geslacht van kreeftachtigen uit de klasse van de Malacostraca (hogere kreeftachtigen).

## Soorten
- Parahelice balssi (K. Sakai, Türkay & Yang, 2006)
- Parahelice daviei (K. Sakai, Türkay & Yang, 2006)
- Parahelice georgei (Clark, 1987)
- Parahelice pilimana (A. Milne-Edwards, 1873)
- Parahelice pilosa (K. Sakai, Türkay & Yang, 2006)